# Hanušovce nad Topľou
Hanušovce nad Topľou é uma cidade da Eslováquia, situada no distrito de Vranov nad Topľou, na região de Prešov. Tem 14,37 km² de área e sua população em 2018 foi estimada em 3.768 habitantes.

## Demografia
| Ano:        | 1994 | 2004   | 2014   | 2024   |
| ----------- | ---- | ------ | ------ | ------ |
| Broj ljudi: | 3456 | 3668   | 3752   | 3728   |
| Razlika:    |      | +6,13% | +2,29% | -0,63% |

| Ano:               | 2023 | 2024   |
| ------------------ | ---- | ------ |
| Número de pessoas: | 3730 | 3728   |
| Diferença:         |      | -0,05% |